# Bertha Akermann-Hasslacher
Bertha Akermann-Hasslacher (* 5. Dezember 1840 in Wolfegg; † 1904) war eine deutsche Schriftstellerin.

## Leben
Bertha Akermann-Hasslacher wurde als Tochter des Oberlehrers Joseph Hasslacher in Oberschwaben geboren. Sie erhielt eine für ihre Zeit gute Ausbildung. Nach Besuch der Volksschule folgte von 1853 bis 1856 eine Ausbildung im Töchterpensionat des Klosters Wurmsbach bei Rapperswil am Zürichsee. Im Jahr 1868 heiratete sie den Chirurgen und Badearzt Akermann († 1895) in Bad Berg bei Stuttgart. Erste literarische Versuchen stammen aus den 1870er Jahren, als sie den Schriftsteller Graf Stanislaus Grabowsky kennenlernte. Er ermutigte sie, literarisch tätig zu werden.
Bertha Akermann-Hasslacher verfasste zahlreiche Romane, war aber auch als Dramatikerin tätig. Ihr Theaterstück Der Traum des Landwehrmannes wurde 1896 anlässlich des 25. Jahrestages des Endes des Deutsch-Französischen Krieges an verschiedenen süddeutschen Theatern aufgeführt. Weitere kleinere Romane, Novellen und Humoresken erschienen in Zeitschriften wie dem Hausfreund oder Sterne und Blumen.

## Werke
- Die Waldkönigin (1876)[2]
- Die Braut der Rebellen. Roman. Aus dem Italienischen (1879)[2]
- Rächet euch nicht. Schauspiel in 5 Akten. Greiner, Stuttgart 1881.
- Im Irrenhaus begraben. (1887)[2]
- Zwischen zwei Stühlen! oder der blaue Domino. (o. J.)[2]
- An's Mutterherz. (1894)[2]
- Der Traum des Landwehrmannes. (Manuskript 1875, veröffentlicht 1896)[2][3]
- Viertens: „Du sollst Vater und Mutter ehren.“ Eine Erzählung für die reifere Jugend. Kösel, Kempten 1900.